# Найдёновка (Крым)
Найдёновка (до 1945 года  Табулды́; укр. Найдьонівка, крымскотат. Tabuldı, Табулды) — село в Красногвардейском районе Республики Крым, центр Найдёновского сельского поселения (согласно административно-территориальному делению Украины — Найдёновского сельского совета Автономной Республики Крым).

## Население
| 2001 | 2014  |
| ---- | ----- |
| 1382 | ↘1310 |

Всеукраинская перепись 2001 года показала следующее распределение по носителям языка
| Язык             | Процент |
| ---------------- | ------- |
| русский          | 65.92   |
| крымскотатарский | 17.66   |
| украинский       | 15.34   |
| другие           | 0.36    |

### Динамика численности
| - 1805 год — 117 чел. - 1889 год — 54 чел. - 1892 год — 40 чел. - 1902 год — 53 чел. - 1905 год — 79 чел. - 1911 год — 155 чел. - 1915 год — 90/41 чел. - 1918 год — 227 чел. | - 1926 год — 205 чел. - 1939 год — 268 чел. - 1974 год — 1275 чел. - 1989 год — 700 чел. - 2001 год — 1382 чел. - 2009 год — 1342 чел. - 2014 год — 1310 чел. |

## Современное состояние
На 2017 год в Найдёновке числится 9 улиц; на 2009 год, по данным сельсовета, село занимало площадь 86 гектаров на которой, в 463 дворах, проживало более 1,3 тысячи человек. В селе действуют средняя общеобразовательная школа, детский сад «Солнышко», сельский дом культуры, библиотека, амбулатория общей практики — семейной медицины, аптека, отделение Почты России. Село связано автобусным сообщением с райцентром и соседними населёнными пунктами.

## География
Найдёновка расположена на юго-востоке района, примерно в 40 километрах (по шоссе) км от районного центра и примерно в 29 километрах от железнодорожной станции Элеваторная, высота центра села над уровнем моря 98 м. Транспортное сообщение осуществляется по региональной автодороге 35Н-264 Октябрьское — Садовое (по украинской классификации — С-0-10654).

## История
Первое документальное упоминание села встречается в Камеральном Описании Крыма… 1784 года, судя по которому, в последний период Крымского ханства Тапылды входили в Борулчанский кадылык Карасубазарского каймаканства. После присоединения Крыма к России (8) 19 апреля 1783 года, (8) 19 февраля 1784 года, именным указом Екатерины II сенату, на территории бывшего Крымского Ханства была образована Таврическая область и деревня была приписана к Симферопольскому уезду. После Павловских реформ, с 1796 по 1802 год, входила в Акмечетский уезд Новороссийской губернии. По новому административному делению, после создания 8 (20) октября 1802 года Таврической губернии, Табулды были назначены центром Табулдынской волости Симферопольского уезда.
По Ведомости о всех селениях в Симферопольском уезде состоящих с показанием в которой волости сколько числом дворов и душ… от 9 октября 1805 года, в деревне Табулды числилось 22 двора и 117 жителей, исключительно крымских татар На военно-топографической карте генерал-майора Мухина 1817 года деревня Табулды обозначена с 22 дворами. После реформы волостного деления 1829 года Табулды, лишив статуса волостного центра, отнесли к Айтуганской волости (преобразованной из Табулдынской). На карте 1836 года в деревне 11 дворов, а на карте 1842 года деревня Табулды обозначены условным знаком «малая деревня», то есть, менее 5 дворов — видимо, в результате эмиграции крымских татар, деревня заметно опустела.
В 1860-х годах, после земской реформы Александра II, деревню приписали к Зуйской волости. Согласно «Памятной книжке Таврической губернии за 1867 год», деревня Табулда была покинута жителями в 1860—1864 годах, в результате эмиграции крымских татар, особенно массовой после Крымской войны 1853—1856 годов, в Турцию и оставалась в развалинах. На трёхверстовой карте 1865—1876 года в деревне обозначено 4 двора. По обследованиям профессора А. Н. Козловского начала 1860-х годов, в селении имелись колодцы с пресной водой глубиной 3—7 саженей. В 1882 году земли деревни, 2 754 десятины, отдали немецким колонистам — лютеранам, возродившим село. В «Памятной книге Таврической губернии 1889 года», по результатам Х ревизии 1887 года, записаны Табулды с 11 дворами и 54 жителями.
После земской реформы 1890 года Табулды вновь сделали центром возрождённой Табулдинской волости. Согласно «…Памятной книжке Таврической губернии на 1892 год», в деревне Табулды, входившей в Табулдинское сельское общество, числилось 40 жителей в 5 домохозяйствах, владевших 2400 десятинами земли. По «…Памятной книжке Таврической губернии на 1902 год» в деревне Табулды, входившей в то же сельское общество, числилось 53 жителя в 8 домохозяйствах.
По Статистическому справочнику Таврической губернии. Ч.II-я. Статистический очерк, выпуск шестой Симферопольский уезд, 1915 год, в деревне Табулды Табулдинской волости Симферопольского уезда числилось 11 дворов с немецким населением в количестве 90 человек приписных жителей и 41 — «посторонних», из которых 58 мужчин и 73 женщины. Жители владели 2735 десятинами удобной земли. В хозяйствах имелось 193 лошади, 151 вол, 24 коровы и 70 голов мелкого скота. На 1917 год в деревне действовало почтово-телеграфное отделение. На 1917 год в селении действовала больница.
В августе 1920 года во время рейда 1-го конного полка под командой А. Григорьева партизанами Крымской повстанческой армии А. В. Мокроусова севернее Карасубазара в Табулды (ныне Найдёновка) был захвачен с конвоем и расстрелян  генерал от кавалерии В. В. Сахаров.
После установления в Крыму Советской власти и учреждения 18 октября 1921 года Крымской АССР, в составе Симферопольского уезда был образован Биюк-Онларский район, в состав которого включили село. В 1922 году уезды получили название округов. 11 октября 1923 года, согласно постановлению ВЦИК, в административное деление Крымской АССР были внесены изменения, в результате которых был ликвидирован Биюк-Онларский район и село включили в состав Симферопольского. Согласно Списку населённых пунктов Крымской АССР по Всесоюзной переписи 17 декабря 1926 года, в селе Табулды, центре Табулдинского сельсовета Симферопольского района, числилось 35 дворов, из них 33 крестьянских, население составляло 205 человек, из них 160 немцев, 34 русских, 5 татар, 4 еврея, 1 латыш, 1 записан в графе «прочие», действовала немецкая школа. Постановлением КрымЦИКа от 15 сентября 1930 года был вновь создан Биюк-Онларский район (указом Президиума Верховного Совета РСФСР № 621/6 от 14 декабря 1944 года переименованный в Октябрьский), теперь как национальный (лишённый статуса национального постановлением Оргбюро ЦК КПСС от 20 февраля 1939 года), село включили в его состав. По данным всесоюзной переписи населения 1939 года в селе проживало 268 человек. Вскоре после начала Великой Отечественной войны, 18 августа 1941 года крымские немцы были выселены, сначала в Ставропольский край, а затем в Сибирь и северный Казахстан.
После освобождения Крыма от фашистов в апреле, 12 августа 1944 года было принято постановление № ГОКО-6372с «О переселении колхозников в районы Крыма» и в сентябре 1944 года в район приехали первые новоселы (57 семей) из Винницкой и Киевской областей, а в начале 1950-х годов последовала вторая волна переселенцев из различных областей Украины. Указом Президиума Верховного Совета РСФСР от 21 августа 1945 года Табулды был переименован в Найдёновку и Табулдынский сельсовет — в Найдёновский. С 25 июня 1946 года Найдёновка в составе Крымской области РСФСР, а 26 апреля 1954 года Крымская область была передана из состава РСФСР в состав УССР. Время включения в Колодезянский сельсовет пока не установлено: на 15 июня 1960 года село уже числилось в его составе. Указом Президиума Верховного Совета УССР «Об укрупнении сельских районов Крымской области», от 30 декабря 1962 года Октябрьский район был упразднён и Найдёновку присоединили к Красногвардейскому. Между 1968 и 1974 годом образован сельсовет. По данным переписи 1989 года в селе проживало 700 человек. С 12 февраля 1991 года село в восстановленной Крымской АССР, 26 февраля 1992 года переименованной в Автономную Республику Крым. С 21 марта 2014 года в составе Крыма аннексирована Россией.